# ウルトラマン80
『ウルトラマン80』（ウルトラマンエイティ）は、1980年（昭和55年）4月2日から1981年（昭和56年）3月25日までTBS系列で毎週水曜19:00 - 19:30（JST）に全50話が放送されたTBS・円谷プロダクション製作の特撮テレビドラマ、また、その劇中に登場するヒーローの名。ウルトラシリーズ通算第9作であり、第3期ウルトラシリーズの2作目にあたる。

## 物語
激しかった怪獣との戦いが過去のものとなり、地球には平和が続いていた。
そんなある日、桜ヶ岡中学校に新人教師・矢的 猛（）が赴任。「一所懸命」をモットーとする彼は1年E組を受け持つ一方、5年ぶりとなる怪獣復活を確信して密かに調査を続けていた。矢的こそ、ウルトラマン80（）の仮の姿だった。M78星雲から秘密裏に地球に派遣された彼は、人間の負の感情・マイナスエネルギーが怪獣を生み出すことに気付き、それを根本から断つために教鞭を取っていた。
5年ぶりに出現した怪獣クレッセントを倒した後、矢的は地球防衛軍の極東エリア・UGM（）のオオヤマ一樹キャップからのスカウトを受け、UGMに入隊。UGM隊員や教師、そしてウルトラマンを掛け持ちしつつ、地球平和のために奮闘する。

## 作品解説

### 製作経緯
1975年、『ウルトラマンレオ』の放送終了をもってウルトラシリーズは一時中断していた。しかし、1970年代後半の児童から青年層によるウルトラシリーズの再評価の影響から、1979年、シリーズ初のアニメーション作品となる『ザ☆ウルトラマン』に続き、満を持して実写新作である本作品が製作された。
なお、円谷英明は著書『ウルトラマンが泣いている』の「第二章　テレビから『消えた』理由」（61ページ）で、本作品の製作について、「ウルトラシリーズのテレビ・レギュラー放送がなかった1970年代後半には、アニメがたくさん放送されていた」「その流れに乗って、『ザ☆ウルトラマン』というタイトルでアニメ版を放送したが、それまでの特撮を見慣れた視聴者には違和感があり、ややがっかりさせる結果となった」「ウルトラシリーズのファンの間で賛否両論が盛り上がり、それは実写版ウルトラマンの新作を見たいという声に発展し、これが『ウルトラマン80』の実現の後押しになった」とコメントしている。
「新しいウルトラマン」としての新機軸として、主人公が中学校の教師となり学校が日常の舞台とされた。企画書では児童の殺人や自殺といった暗い世相に言及し、「“生命の尊さ”、“愛の美しさ”、“勇気の誇らしさ”を啓蒙し、“ウルトラ文化”と呼ばれる子供文化を作り上げていきたい」とし、その手段として「ウルトラマン＝先生というドラマ設定とした」と記されている。こうして、当時の子供たちを取り巻く不穏な世相を象徴する形で、「地球人の憎しみ、悲しみなどの邪悪な心（マイナスエネルギー）が怪獣を生み出す」という設定を導入し、ウルトラマン80は怪獣と直接戦うだけではなく、「怪獣を生み出す人間の邪悪な心を正すため、教師として子供たちの教育に取り組む」というドラマ作りが行われた。
主人公が学校教師である点は、当時流行した同局のテレビドラマ『3年B組金八先生』や日本テレビ系列のテレビドラマ『熱中時代』などと共通しているが、このコンセプトは『ウルトラマンレオ』終了時にはすでに存在していた。湯浅監督は、賛否両論のあるこの「主人公を単に防衛チームの隊員ではなく、教師にした」という設定は、安易に当時の「先生物」のブームに便乗したわけではなく、プロデューサーの「なぜいま、ウルトラマンを作らなければならないか」という問いかけに応じたものであり、「万能」のウルトラマンに「先生」という肩書を加え、「昼間、授業中に怪獣が出たらどうするのか」といった葛藤から生まれるドラマに主眼を置いたものだったとしている。
本作品の企画は、TBSの赤坂の寮で週に1回会議が行われて進められた。テーマは「いま、ウルトラマンを復活させる意義は何か」というもので、円谷プロ側は「従来のスタイルでやりたい」と希望した。これに対し、TBS側でも「安全策をとるべきである」という意見もあったものの、「80年代のウルトラマンが以前のものと同じでいいはずがない」というプロデューサーの権限により、「教師設定」が導入された。そして、TBS側によって湯浅監督や平野靖司、土筆勉ら円谷プロ系でない外部の新しい監督や脚本家が集められ、「新しいウルトラマンをどうするか」との論議は放映開始後も熱く戦わされた。
本編監督には、大映で昭和期の「ガメラシリーズ」全作を担当し、大映倒産後は『刑事犬カール』（東京映画、1977年）などのTBS系のテレビドラマを多く手がけた湯浅憲明がメインに迎えられた。湯浅は本作品に携わる前に、大場久美子主演版のテレビドラマ『コメットさん（第2期）』（制作した国際放映と、当時の円谷プロは共に東宝系列の会社であった）で、ウルトラマンタロウやウルトラマンレオがゲスト出演するエピソードを局と組んで監督している。そのほか、松竹出身の広瀬襄や、大映テレビの作品を数多く手がけている合月勇が演出陣に加わっている。

### 設定の変遷
学園ドラマの設定を導入したことは、生徒が学園生活で出会う問題と怪獣の発生を絡めた佳作を複数送り出した。しかし、放映時間30分ではいじめや不登校、異性交遊などの当時の教育問題と怪獣を並立して描くことに限度があるうえ、当時実在していた学校施設を借りてのロケ撮影の日程（主に日曜日）を組むことが制作スケジュール上の制限となっていった。
やがて、「学園物」設定を主張していたプロデューサーの橋本洋三が放映途中でTBSラジオ部に異動。これを受け、TBS編成局は「やはり昔のスタイルでいこう」と円谷プロ側に伝えてきた。こうして、第13話以降は「学園物」の設定とともに矢的猛の「学校教師」としての設定は切り捨てられ、UGMを舞台として隊員たちの活動を描く従来のウルトラシリーズのドラマに路線変更された。設定上、第13話以降も矢的猛は教師を続けていたのかについては劇中で語られておらず、湯浅は後年に「ウルトラマンの力に対する制限は、結局、円谷プロ側が許さなかった」、「中途半端になって、後悔の多い作品になった」と述懐している。
設定変更後は、初期ウルトラシリーズを彷彿とさせるシリアスなSFドラマが志向されたが、視聴率は設定変更前より下がったうえ、物語の路線は第31話で再変更され、「毎回子どものゲストが登場して怪獣と絡む」というコミカルでファンタスティックな作劇に変化している。それと同時に、番組の構成も番組タイトルからアバンタイトルを挟んでオープニングへ移る形式に変化している。
また、石田えりの降板に伴い、第43話からウルトラシリーズ初の女性戦士のユリアンが登場し、80とユリアンの2人を中心に据えた作劇がなされた。変身後の姿は第49話・第50話のみでしか見せていない。
監督の満田かずほが当初、書き込んでいた最終回の草案にはユリアンは登場せず、前後編で構成されていた。しかし、放送枠が特別番組で押されて足りなくなり、実際の最終回（第50話）での80の登場は、過去の怪獣との戦闘場面を流用したダイジェスト的な場面が大半となった。
このようにストーリー全体が4つのパートに分けて考えられることから、第1話 - 第12話を「学園編」、第13話 - 第30話を「UGM編」、第31話 - 第42話を「少年ドラマ編」、第43話 - 第50話を「ユリアン編」などと呼称する文献もある。ただし、この呼称は公式のものではなく、第43話以降も「少年ドラマ編」と作劇イメージは同一であるため、「ユリアン編」は「少年ドラマ編」の後半部とも言える。第31話以降でも、比較的SF色の強い話やシリアスな話も存在した。
当初、80は「苦しい戦いと人間たちとのふれあいを経てウルトラ兄弟の仲間入りを果たす」と設定されており、番組宣伝ポスターにもゾフィーからレオまでのウルトラ兄弟が掲載されており、過去の作品とのつながりが明示されたが、後半のウルトラの父を除き、歴代ウルトラマンの客演はなかった。初代ウルトラマンやウルトラセブンは、過去作品の映像の流用による回想で登場している。
こうした数々のテコ入れも功を奏することはなく、平均視聴率は10.0%（ビデオリサーチ関東地区調べ）と低迷し、『ウルトラマンレオ』のそれ (10.9%) をさらに下回る結果となった。
TBS側の意向を取り入れて失敗に終わったことに不満を抱いた当時の円谷プロ社長の円谷皐がTBSへ抗議したことで当時の編成局長と対立し、円谷プロの幹部はTBS役員室への出入りが禁じられるまでに至った。これにより、TBSとの共同制作によるゴールデンタイム枠のウルトラシリーズは本作品で終了した。国内テレビ番組としての「ウルトラシリーズ」は、1996年に『ウルトラマンティガ』（毎日放送）が製作されるまで15年半に渡って休止することとなったうえ、1966年制作の『ウルトラQ』から本作品まで連続してきた物語は、25年後（2006年）の『ウルトラマンメビウス』（中部日本放送）で再開するまで待たされることとなる。

## 特撮
アメリカの特撮映画『スター・ウォーズ』（1977年）や『未知との遭遇』（同年）は、世界的なSFブームを呼び、日本の特撮界にも大きな影響を与えた。円谷プロが翌年に製作した『スターウルフ』ではミニチュアの表面処理や演出に影響が見られる。続く本作品も同様で、第6話のUFO出現シーンも、特技監督の高野宏一によれば、わざと『未知との遭遇』そっくりに撮影しているという。高野はこういったカットについて、『スターウルフ』での特撮と併せて「アメリカほど金をかけなくともテレビでこれくらいの画は撮れる」との円谷プロ特撮スタッフの「自信の現れで一種の挑戦」だと語っている。特撮班の撮影日数は週に4、5日というペースであり、高野は「もう2、3日あればもっと内容の濃い特撮を撮れた」とコメントしている。
本編監督として参加した湯浅は、特撮スタッフと衝突することが多かった。円谷プロは本来、特撮技術者の集団であり、本編フィルムと特撮フィルムの編集権をめぐって、激しいやり取りもあったという。湯浅はウルトラシリーズでの防衛チームの存在意義が薄い印象を持っていたため、「怪獣をUGMが倒したところでウルトラマンが現れる」というストーリー案を出したところ、円谷プロ側から「ウルトラマンを馬鹿にしてるのか」と神を冒涜したかのような怒りを受けたという。
湯浅によると、一度撮影中に怪獣のぬいぐるみが火薬の引火で全焼してしまったことがあったという。あっという間のことで、スタッフともども何もできなかったそうで、撮影を見学していた小林千登勢から「あれでいいのか？」と聞かれ、湯浅は「あれでいい」と必死でごまかしたという。
UGM基地は野外滑走路が設けられていて、スカイハイヤーやシルバーガルなどの離陸シーンでは、実在の戦闘機を改造した主力戦闘機が多数周囲に駐機していたり、現実にある管制塔での作業シーンが合成されるなど、現実感重視のミニチュアワークが見られる。基地自体が厚木付近に所在している設定であり、リアルな描写となっている。高野は放映当時、「『ウルトラマン』の怪獣の魅力みたいなものと『ウルトラセブン』のメカニックな面白さをうまく組み合わせてみたい」と意気込みを語っていた。
合成場面における新技術として、従来のリアプロジェクションよりも画質が鮮明なフロントプロジェクションを多用しており、コストを低減させながらも人物と特撮情景の融和に効果をあげている。
見せ場である都市破壊も、極めて精巧なミニチュアが製作され、特にナイトシーンなどでは優れたライティングで迫真の効果を挙げた。円谷プロとしては「ウルトラシリーズ」自体は数年のブランクがあるものの、「恐竜3部作シリーズ」、『メガロマン』など他社作品を含め、現場制作を絶やさなかったスタッフ陣の実績がこれを支えた。
作品全体のデザインは、円谷作品ほかで池谷仙克の美術助手を務めた山口修。山口は本編・特撮両方の美術を担当し、80や宇宙人・怪獣、UGMのヘルメット、隊員服、基地セットなどを手掛けている。当初山口はUGMのメカも手がけたが、デザインが終わった段階でバンダイの担当者から「山口のデザインでは玩具が売れない」とクレームがつき、結局NGとなった。

## 反響
本作品を放映していた時期は保護者層による、子供番組の内容についての問題提起運動がさかんになっていた。その一環として当時の円谷プロに、本作品の内容を問題視する冊子が届けられた。その内容は、第7話における暴力的な表現の回数や内容が、細かい統計データとして集計されており、さらには「主人公が軍人であり共感できない」「サイレント作戦は戦時中の灯火管制を想起させ悪印象である」といった細部の演出への批判が記されていた。この冊子については、1993年に関連書籍でその存在が紹介されファンの知るところとなった。ただし、同冊子は同時期に放送された他の子供向け人気番組についても作成され、特に本作品を狙って批判する運動があったわけではない。この冊子のような指摘が実際の番組制作に影響を与えたという公式発表や証言は特に公表されていない。

## ウルトラマン80
戦い方はアクロバティックな跳躍と多彩な光線技が特徴。作中において、ほかのウルトラ戦士からの助太刀を受けることはほとんどなく、劣勢に立たされることはあったが、怪獣や宇宙人を相手に全勝している。ただし、第49話でのプラズマやマイナズマとの戦いでは、敗北寸前のところをユリアンの助けで辛勝している。これ以前に80はユリアンに「自分が倒されたら代わりに地球を守れ」と自分の戦死を想定した発言をたびたびしている。
劇中では語られなかったが、80は宇宙警備隊の新人であり、地球での活躍いかんによってウルトラ兄弟入りが認められる「ウルトラ兄弟候補生」という設定があった。作中で80がウルトラ兄弟入りを果たしたのかどうかは明らかにされなかったが、円谷プロの公式見解では本編終了後の80はウルトラ兄弟の一員になったとされた。映像作品で兄弟の一員と明示されたのは2006年の『ウルトラマンメビウス』が初となる。2010年10月9日に開催されたイベント『ウルトラマン80 30周年記念 "奇跡の"ファン感謝祭!』のステージにおいてウルトラの父から正式にウルトラ兄弟の一員と認められた。

### ブライトスティック
矢的猛が常に携帯している水晶棒状の変身アイテム。全長約23センチメートルの棒状の特殊装置で、スティック内部には水晶状の発光部クリスタルバーが内蔵され、光エネルギーが宿っている。基本的に変身する場所に制限は無いが、唯一バム星人が四次元空間に作り出した前線基地の中では変身できなかった。
ブライトスティックは銃口に装着する銃のアタッチメントとしての使用も可能である。これを利用して地球人に変身したゴルゴン星人の正体を暴いたり、ザタン星人を射殺した。また、バリアーを張ることも可能で、ギマイラが角から放った光線を弾き飛ばした。
- デザインはバンダイが担当[19]。ウルトラシリーズの変身アイテムとしては初の可動ギミック付きのものとなっている[19]。

### 変身方法
猛が正拳突きのように両拳を右・左の順に連続して突き出したあと、「エイティ！」と叫びつつ右手でブライトスティックを天に翳して、スティックのボタンを押すとクリスタルバーが伸長・発光し、光エネルギーが放射されて猛の身体を包み変身する。最終回で地球を去る際の変身では「エイティ！」と叫ばなかった。
変身バンクには従来のウルトラ戦士のように光の渦から体を回転させながら飛んでくるパターンと巨大化するパターンと2通りある。

### ウルトラマン80の能力
- 光線技のカットの光学合成処理は35mmで行われているため、極めて精度の高い映像となっている[19]。

サクシウム光線
左腕を上に、右腕を横に伸ばした後、L字型（逆L字型の場合もある）に組んで放つ、80が最も得意とする必殺光線。サクシウムエネルギーを調整することで、爆破光線や高熱光線などに切り替えられる。左右どちらの腕からでも発射可能。右拳を握って赤外線を含有させたサクシウム光線Bタイプ（ガッツパワー光線）というバリエーションもあり、赤外線に弱いグロブスクを倒した。
サクシウム光線が怪獣に命中すると、怪獣が倒れたり爆発する前にその身体がストロボのように光るのが特徴。これは怪獣のスーツに実際にストロボ球を多数仕込んで発光させるという方法で、他のウルトラ戦士の光線技には見られない80独特の効果を出すことに成功している。当時のアトラクションショーでも、この演出が行われていたものがある。
バックルビーム
80の腹部にあるウルトラバックルから放つ光線エネルギーの矢。いくつもの光の矢が拡散、その後一点に収束し相手を貫く。サクシウム光線の通じない怪獣に対して使用することが多い。
八つ裂き光輪（ウルトラスラッシュ）
初代ウルトラマンから教わった技で、ウルトラマンのものと異なり、外周にのこぎり状の刃はなく、リング状である。設定によればサクシウムエネルギーを凝縮して光輪にして敵に放つとされる。第45話でバルタン星人（6代目）を真っ二つにした。
ウルトラレイランス
サクシウムエネルギーを槍状にして投げつけ、敵を刺し貫く技。第18話でダロンを倒した。『ウルトラマンメビウス』客演時にも繋ぎ技として使用した。
ウルトラスパイラルビーム
両手先を合わせて発射するリング状の破壊光線。第6話でアブドラールスのUFOを撃墜した。『ウルトラマンメビウス』客演時にも敵の撃墜のために使用した。
ウルトラアローショット
右手先から発射する矢尻型光弾。威力は低いが連射可能で、ノイズラーに使った。両手を重ねてサイドスローのフォームで撃ち出す変形型もあり、そちらはウルトラスラッガー投げ（ウルトラアローショットBタイプ）と呼ばれ、オコリンボールとザキラにダメージを与えた。強化タイプのウルトラダブルアローは、左右の手先から1発ずつ交互に発射され、敵に連続で斬りつけてから戻ってくる技で、ガルタン大王の青竜刀を破壊したほか、ガビシェールの肩の管などを切り裂いた。『大怪獣バトル ウルトラ銀河伝説 THE MOVIE』ではウルトラマンベリアルに対して使用した。妄想ウルトラセブンに対しても使用したが、回避された。
ウルトラアイスポット
両目から放射する赤い光線。再生能力を持つサラマンドラの細胞を焼き尽くしたほか、ファイヤードラコなどにダメージを与えた熱線タイプと、マイナスエネルギーで凶暴化したジャッキーを正気に戻し、ジャッキーが体内から抜けておとなしくなったズルズラーを元の象に戻した還元光線タイプがある。
イエローZレイ
腕を伸ばして指先から撃ち出す、リング状の黄色光線。メカの機能を狂わせる効果がある。アルゴンのUFOや、ロボフォーに使った。
ウルトラオーラ
全身のオーラエネルギーを溜めて、光の矢に変えて放つ強力技。命中すると熱エネルギーが敵を包んで消滅させる。第38話でゴースドンを倒した。
フリージィングレーザー
両手先を合わせて放射する超低温ガス。第30話でザタンシルバーの動きを止めた。
タイマーショット
胸のカラータイマーから放つリング状の電撃光線。ザタンシルバーの傷口に放って内部メカを破壊して倒したほか、ユリアンの説得で動きが鈍った妄想ウルトラセブンの活動を止めた。バルタン星人（6代目）にも使ったが、あまり効果がなかった。
ウルトラショット（ウルトラストレートフラッシュ）
腕を真っすぐに伸ばして右手先から撃ち出す速射ビーム。破壊力が低いため牽制技として多用された。両手先を合わせて発射する強化タイプ（Bタイプ）もあり、こちらは第21話でガモスに使用した。
シューティングビーム
空中を飛行中に手先から撃ち出す速射破壊ビーム。主に牽制に使用され、腕を開いて放つエネルギー波タイプをロボフォーに、腕を閉じて放つ針状光弾タイプをバラックシップに使った。
ハンドアップ光線（雲流レイ）
両掌を上に向けて放射するエネルギー波。第25話でアルゴンを倒した。
スパーク光線
敵の頭上を空中旋回しながら胸のカラータイマーから連射する電撃光線。第5話でメカギラスの回路をショートさせた。
タイマースパイラル
胸のカラータイマーから放つ渦巻状のショック光波。第38話で80に凧揚げされて空に浮かぶゴースドンに使った。ゴースドンは回転しながら墜落した。
フラフープ光線
光の輪を敵の頭上に放ち、光の輪は真下に無数の輪を発生させて敵を包み込んで消滅させる。第26話でゲラを消滅させた。
ボディスパーク
全身から高圧電流を放射して自分を捕らえている敵を感電させてふりほどく。ズラスイマーなどに使った。
ダブルスパーク
胸の前で交差させた両腕から閃光を放ち、敵の目を眩ませる。第27話で光に弱いアルゴ星人に使用。
メディカルパワー
光に含まれた放射線によって生命活動を活性化させる光線。第6話で入院中の明男少年を治療し、第31話でゾラが枯らした花畑を復活させた。
リングリング光線
両手を合わせて放射するリング状の黄色光線。第48話でイダテンランをマラソン小僧に戻した。
ウルトラウェーブ
右手から放射する青い波状光線。第47話で可視光線の歪みに隠れたグロブスクを発見した。
透視能力（ウルトラシューティングアイ）
姿を消したバルタン星人（5代目）を探し出した。変身前でも使用可能で、XXレントゲン光線、リング状の赤外線、ウルトラアイと、数種類存在する。
縮小光線
胸のカラータイマーから放つリング状光線。第15話でミューを小さくした。
ウルトラカンノン光線
ズラスイマーを封印していた平和観音像とともに放つ合体光線。ズラスイマーを沈静化させ、地底に封印した。
ウルトラナックル
左右の拳から連続で放つ強烈なパンチ。第21話のガモス戦では、空中からマッハ9のスピードで急降下して放つフライングパンチを披露した。
ウルトラチョップ
手先に集めたエネルギーを叩き込む鋭い手刀。地球で最初に戦った相手のクレッセントには手先を赤く燃え上がらせて放ち、その後もゴモラIIやガモスなど多くの怪獣に使用した。
ウルトラ拳
腕先にエネルギーを集中して赤く燃え上がらせて決める手刀。メカギラスに対して使用したが、バリヤーで防がれてしまった。
ストレートキック（80キック、ストレート80キック）
突進してくる敵に正面から浴びせる、スピーディなキック。
爆弾キック
右脚先に集中させたエネルギーが、敵に命中すると同時に爆発する強烈なキック。
カンガルーキック
地面に手を突いた状態で、両足を後ろに蹴り上げ、相手を跳ね飛ばす技。主に背後から襲いかかる敵に有効。
ウルトラ400文キック
ジャンプして敵の頭部目掛けて落下する勢いで威力を高めて決めるキック。連続使用も可能で、繋ぎ技として多用される。ジャイアント馬場の16文キックの250倍の威力を持つといわれる。
ムーンサルトキック
空中で1回転しながら急降下し、足先からエネルギーを放射して発光させてキックを決める。ウルトラ400文キックの強化版であり、80のキック攻撃で最強の破壊力を持つ。ギマイラを倒したほか、ガゼラの胸の増幅器を外したり、レッドキング（3代目）に大ダメージを与えた。
逆立ちアタック
相手の眼前で逆立ちし、両脚蹴りを見舞う技。
ウルトラスウィング
バルタン星人（5代目）の足を掴んで振り回し、宇宙船に投げつけて倒した。80はほかにも岩石落とし、背負い投げ、首投げ、巴投げといった投げ技が使える。
ウルトラパワー
怪力を発揮した両腕で相手を頭上に持ち上げ、地面に叩きつける荒技。また、同種の技として、怪力によってメダンを宇宙空間へ運搬した「ウルトラリフティング」もある。
ウルトラボディアタック
敵に突進しながら跳躍して体ごとぶつかって、撥ね飛ばす体当たり技。他にも飛行中の状態から繰り出す同種の体当たり技「ウルトラフライングアタック」もある。
ウルトラヘッドロック
相手の首を強く締めつけて、戦闘能力を奪う技。
ダイナマイトボール
体をボールのように丸めて敵の周囲を飛び回り、何度も体当たりする。第47話でグロブスクに使った。
ウルトラダストプレス
両手でつかんだ相手を押し倒し、自分の体重をかけて締めつける技。
ウルトラバスター
プロレス技のブレーンバスターを応用し、抱え込んだ怪獣を頭から地面に叩きつける技。
瞬間停止能力
指を鳴らし、ウルトラ念力で相手の動きを一瞬封じる。第39話でテツオンの体内に侵入するために使った。
ウルトラリダクション
体をミクロのサイズまで縮小する。ズルズラーやテツオンの体内に侵入するために使った。
ディフェンス念動（ディフェンス念力）
ウルトラ念力で敵の攻撃を受け止めて弾き返す。第31話でゾラの毒花粉を押し戻した。
リバウンド光線（リバウンドミラー）
防御エネルギーで光の壁を形成して敵の攻撃を防ぐ。サラマンドラの炎やバルタン星人（5代目）の攻撃を防いだ。
ハレーションミラー（ミラー戦法）
両手で持てるサイズの反射板を作り出して敵の攻撃を跳ね返す。第14話でザルドンのテレポート光輪を反射した。
ウルトラVバリヤー（ウルトラクロスガード、ウルトラバリヤー）
両腕を胸の前で交差させて敵の攻撃を防ぐ。クレッセントの熱線を防いだほか、アブドラールスやタブラの光線を防ぎ、直後にサクシウム光線で反撃した。
この一連の反撃動作は、PS2ゲーム『ウルトラマン Fighting Evolution 3』では反撃サクシウム光線と称されている。
ローリングウォッシュ
遠心力を利用して体に付着した異物を振り払う。第27話でアルゴ星人の溶解泡を吹き飛ばした。
ウルトラサンダー
自らの体を避雷針にして落雷を誘導して他への影響を防ぐ危険な技。第11話で体にガスを溜め込んだメダンに落雷させないために使った。
テレポーテーション（ウルトラテレポーテーティング）
地球から別の惑星や異次元空間に移動する。ザルドンと異次元で戦う時や、ガウスを別の惑星に運ぶために使った。
異次元テレポートビーム
第5話でバム星人が作り出した四次元空間を消滅させた光線。
ウルトラ高周波（スピンリングレイ）
高速でスピンしながら高周波エネルギーを放つ。第21話で高周波の音が弱点のガモスに使った。
カイトストリング
腕から発射する、赤・青・黄色の数本の強靭な凧糸。第38話でゴースドンを凧のように絡め取った。
ウルトラウインド
ウルトラ念力で突風を発生し、カイトストリングで絡め取ったゴースドンを空に飛ばして凧揚げをすることで、動きを封じた。
真剣白刃取り
ガルタン大王の青竜刀を両手で受け止めた。
ウルトラブーメラン
頭頂部から赤い光のブーメランを放つ。放映当時の児童誌ではザルドンの肩の角を切断した光線として解説されていたこともある。本編未使用だが、幾つかのコミカライズ作品では切断技として描かれている。

#### 他作品への登場時に見せる能力
合体光線
『大怪獣バトル ウルトラ銀河伝説 THE MOVIE』で使用。3人のウルトラ戦士の光線技をひとつに収束することで、単独で放つよりも格段に威力を向上させた合体光線。ウルトラマンジャックのスペシウム光線、ウルトラマンエースのメタリウム光線と同時にサクシウム光線を放ち、ウルトラマンベリアルを攻撃したがギガバトルナイザーで防がれたうえに、弾き返された。
必殺光線一斉発射
複数のウルトラ戦士が光線技を一斉に発射する。
映画『ウルトラマンゼロ THE MOVIE 超決戦!ベリアル銀河帝国』でデルストの大群を倒した。

### デザインの特徴
美術の山口修によるデザイン。シリーズを追うごとにウルトラマンのデザインが装飾過多になったため、高野らの意見もあり、この80は初代ウルトラマンをイメージしたシンプルなものにされた。また人間っぽさを仮面で表現しようと努めたそうで、これを強調するために鼻梁が設けられ、また顔面のアクセントとして、トサカ部分が赤く塗られた。手足の赤ラインを手袋とブーツにデザインとして閉合したことで、従来の「いかにも手袋、ブーツを履いている感じ」が軽減されている。また、腕とブーツのファスナーも上からテープを貼って塗装して隠すようにし、出来る限りのイメージ保持の配慮を見せている。
マスクとスーツの造形は開米プロダクションが担当。両目のふちを盛り上げ、のぞき穴を目立たなくしたり、口の呼吸スリットをマスクの正面からではなく、口モールドの厚みの下から上に向かって開け、正面から見た際に目立たなくしているなどの工夫がみられる。背中のファスナーを隠すため、従来とは違った手法が採られ、マスクはFRP製で後頭部まで作られ、前後分割形式の仮面となったため、後頭部のウェットスーツ地はこれに隠れる形となった。また、ウェットスーツの素材改良と、ファスナーが金属からプラ製になったことでファスナーが目立たなくなり、隠すための背びれがなくなった。
NGスーツではマスクの鼻梁が平面の四角で（決定マスクは三角）、手甲の赤部分が長い。『ウルトラマンメビウス』に客演したスーツではこの長い手甲でスーツが制作されている。また、山口デザイナーは80の胴体素材にスキーウェアを試してみたが、アップ撮影で布地がばれてしまうため、従来のウェットスーツ地に戻している。
変身シーンの人形と飛行用人形の造形は、特撮班の美術チームが担当。変身シーンで拳を突き上げたポーズの80のミニチュアは、同じポーズのウルトラマンタロウの3尺模型を改造したものである。飛行用人形は通常よりも大きな縮尺で製作されており、怪獣との遠近感によって怪獣とのサイズの差が大差ないようになっている。
第8話に登場した光の巨人は、反射テープを80のスーツに貼って表現された。

### 他作品での活躍
『ウルトラマンボーイのウルころ』
第152話、第153話、第230話、第240話に登場。
ミノルと呼ばれるギガス、番長または兄貴と呼ばれるサタンビゾー、ヒロシと呼ばれるゴース星人らを教え子とする先生という設定。
『ウルトラマンメビウス』
第1話、第41話、第50話に登場。
第1話では、ウルトラの父の傍らでレオ、アストラ、ユリアンとともに、ウルトラマンメビウスが地球に向かうのを見届けた。
第41話では、再び発生しつつあるマイナスエネルギーを調査すべく地球を訪れ、メビウスとともにロベルガー二世と戦った。また、本作品で学校での勤務描写がなされなくなった理由について、本人から「怪獣との戦いが激化してやむなく教師の身分を捨てた」と語られた。やがて発生したマイナスエネルギーによって出現したホーを倒した後、1年E組の生徒たちとの再会を果たした。
- 第41話の脚本を担当した川上英幸は、シリーズ構成の赤星政尚から変身シーンを入れることを要求されていたが、物語は矢的猛が最後に登場するという流れであったため自然消滅した。

映画『大怪獣バトル ウルトラ銀河伝説 THE MOVIE』
声は山本修が担当。ウルトラマンジャックやウルトラマンAとともにウルトラマンベリアルと戦い、合体光線を披露したが敵わず、そのまま光の国の氷結に巻き込まれ、初の敗北を喫した。ウルトラマンゼロがプラズマスパーク・エネルギーコアを取り戻したことで復活する。
映画『ウルトラマンゼロ THE MOVIE 超決戦!ベリアル銀河帝国』
ゼロに破壊されたダークロプスの破片を分析した他、カイザーベリアルからのウルトラサインをウルトラの父に知らせた。
Webドラマ『ウルトラギャラクシーファイト 大いなる陰謀』
Chapter.1『動き出す陰謀 -The Beginning-』に登場。惑星カノンにてユリアンとソラを襲撃したルーゴサイトを迎撃し、退散させる。光の国へ帰還後はネオスとセブン21を連れてルーゴサイトの討伐隊を編成し、さらに駆けつけたウルトラマンコスモスやウルトラマンジャスティスとも協力して、ルーゴサイトやレイバトスが召喚したギマイラを撃破する。

## ユリアン
ウルトラの星の王女で、80の幼馴染。ガルタン大王が80を狙っていることを知らせに地球にやってきた。地球では星涼子というヒューマノイドの女性に変身している。デザインモチーフは弥勒菩薩とされている。
第43話のサブタイトルや第49話の会話などでは、ウルトラの戦士であるとも言われているが、本来の目的は地球滞在ではないため、カラータイマーは付けていない。プラズマとマイナズマに苦戦する80には、「もし自分が戦いに負けた時は、新しいウルトラの戦士として代わりに地球を守れ」と告げられていた。

### ブライトブレスレット
涼子の姿になっている時、右手首に装着している変身ブレスレット。中央部にブライトスティックのクリスタルバーと同質のものらしき宝石が埋め込んである。ウルトラの星の王族の一員の証でもある。このブレスレットには涼子のイヤリングと共鳴する力もある。第43話で記憶を失っていた涼子は、友情の証として城野にブライトブレスレットを送るが、これが原因で城野隊員はユリアンと間違えられてガラガラ星人に捕らえられてしまう。

### 変身方法（ユリアン）
ブライトブレスレットを装着した右腕を胸の前に構えた後、天に翳しながら「ユリアン！」と発声すると、ブレスレットの宝石が光り輝き、その放射された光が涼子を包んでユリアンに変身する。80同様、第50話で地球を去る時の変身には「ユリアン！」とは発声しなかった。

### ユリアンの能力
ダブルパワー（W攻撃）
80と空中でボディを重ね合わせ、エネルギーをスパークさせて光のエネルギーの渦を発生させながら高速回転して体当たりする技。サクシウム光線もバックルビームも通じなかった、合体状態のプラズマとマイナズマを倒した。
『ウルトラマンメビウス外伝 アーマードダークネス ジャッカル軍団大逆襲!』では、ジャッカル大魔王との戦いで80が不在だったため、メビウスと重ね合わせた。
プリンセスレイ
星涼子が指先から発射する赤外線を含んだ光線。第47話で小さなグロブスクに使用したが、連続使用した結果、逆に刺激して巨大化させてしまった。
メディカルガン
涼子が携帯している光の国で製造された特殊銃。怪我を治療する光線を発射する。第46話でレッドキングに苦戦する80を助けるために使おうとするが、「地球で生活する状況でこのような物に頼ってはならない」と80に断られ、レッドキングを倒して猛の姿に戻る80に預けた。
変身解除能力
涼子が指を鳴らしてガラガラ星人の変身を暴いた。
エネルギー探知能力
涼子がバルタン星人（6代目）の発する宇宙バリアα光線を探知した。また、バルタン星人が使う異次元空間の出口のエネルギーを探知している。
セレニティショット
『大いなる陰謀』で使用。十字に組んだ腕から放つ必殺光線。
この他、格闘戦でもユリアンチョップ、ユリアンキック、ユリアン投げなどを披露している。

### 他作品での活躍（ユリアン）
『ウルトラマンボーイのウルころ』
第181話、第182話、第256話に登場。
『ウルトラマンメビウス』
第1話冒頭でのみ登場。ウルトラの母のもとで銀十字軍隊員として働いているという設定である。ウルトラの父の傍らでレオ、アストラ、80とともに、ウルトラマンメビウスが地球に向かうのを見届けた。
映画『大怪獣バトル ウルトラ銀河伝説 THE MOVIE』
ウルトラマンスコット、ウルトラマンチャック、ウルトラウーマンベス、ウルトラマングレート、ウルトラマンパワード、ウルトラマンネオス、ウルトラセブン21、ウルトラマンマックス、ウルトラマンゼノン、そして宇宙警備訓練生とともにベリアルに立ち向かうが、両ひざを強打されて倒される。そのまま、光の国の氷結に巻き込まれた。だがその後、ゼロがベリアルからプラズマスパーク・エネルギーコアを取り戻したことにより、光の国が元通りになって復活する。
映画『ウルトラマンゼロ THE MOVIE 超決戦!ベリアル銀河帝国』
星涼子の姿で登場していないが、涼子役の萩原佐代子が声を担当。アナザースペースへと旅立つゼロに、他のウルトラ戦士とともにエネルギーを分け与え、光の国を襲撃したダークロプス軍団を迎え撃った。
- 終盤の戦闘シーンでは、ユリアンが光線技を放つ描写が撮影されていたが、尺の都合などによりカットされた。

Webドラマ『ウルトラギャラクシーファイト 大いなる陰謀』
声は戸松遥が担当。本作品では光の国の王族でもあることからユリアン王女と呼ばれ、プリンセスマントをまとう。
Chapter.1では、使節団としての公務でソラと惑星カノンを訪れた際にルーゴサイトに襲撃されるが、80の介入によって事なきを得る。その後、宇宙警備隊本部にてゾフィーにルーゴサイトの襲撃を報告する。
Chapter.3では、銀河連邦平和会議に向かっていたところを恐魔人ゼットに強襲され、惑星エビルに墜落する直前の王族専用宇宙船から辛くも80とともに脱出する。ゼットが生み出した大量の人工ゼットン軍団を前に絶体絶命の危機に陥るが、タイガ、メビウス、そして宇宙警備隊に入って間もないウルトラマンゼットが救援に駆けつける。さらに、そこにゼロを始めとするウルトラリーグの面々が到着。グリージョとともにゼットン軍団相手に奮戦する。ウルトラリーグによってゼットン軍団は壊滅され、恐魔人ゼットもさらなる力を身に着けたウルトラマンタイガ トライストリウムレインボーの前に敗れ去る。しかし、ゼロとの一騎打ちに競り勝ったタルタロスによって人質にとられ、彼の生み出したナラクに拘束されてしまう。そして、幽閉されたナラクの空間で拘束された謎の戦士を目撃し驚愕する。

## 登場人物

### ウルトラマン
矢的 猛（）
本作品の主人公。ウルトラマン80が自ら地球人に変身した姿で、地球での推定年齢は22歳。
日本の各地で異常現象を調査した結果、怪獣出現を確信。人間の悪の心が怪獣を生むと考え、子供たちに愛と勇気を教えるために教職を志し、新採の理科教師として桜ヶ岡中学校に赴任し、「一所懸命」を座右の銘に1年E組の教壇に立つ。鋭い観察力を買われ、オオヤマキャップのスカウトにより教師とUGM隊員を兼務することになるが、それゆえに学校やUGMの両方でも遅刻が非常に多い。校内ではこの兼務を林校長が承知していた。第12話までのUGMにおける勤務時間は「日曜日と放課後だけ」となっていたが、第13話以降は学校での勤務が劇中で描かれなくなった。『ウルトラマンメビウス』第41話で、怪獣の出現が多発したことでやむを得ず途中で教職から退いたことが明らかになっている。
当初は、宇宙人としての立場から発言して指摘されて慌てる一幕もあったが、後にユリアン＝涼子に地球人としての言動を指導するまでになっている。シリーズのほとんどで見られる「正体を他人に知られてはいけない」ことで度々苦慮し、変身前に誰にも見られていないことを確かめるために周囲を見回したり、教え子たちを置いていけずに変身ができなくなり、正体を明かして地球を去る覚悟で別れの言葉を告げたこともある。
家族や兄弟はいないと自ら語っており、それゆえに宇宙人としての孤独感に苛まれることもあり、序盤では自分のクラスの生徒たちを心の支えにして彼らのために戦うと息巻くが「学園編」以降は再度閉塞感に駆られつつあった。しかし、第23話でのオオヤマの説得を受けUGMを「地球における家族」と捉えるようになる。
空手は黒帯、変身前でもかなりの格闘能力を持つが、劇中では女子生徒に柔道で負けたこともあった。また、剣道も審判をこなせるほど得意である。彼の発案によるシルバーガルの分離機能を有効活用した攻撃パターンは彼の名に因んでオオヤマに「フォーメーション・ヤマト」と命名された。
第50話で、自分の正体とウルトラの星への帰還が迫っていた事情に気付いたオオヤマからの説得を受け、UGMの仲間たちがマーゴドンを倒したのを見届けて帰還を決意。涼子とともにUGMメンバーにお別れパーティーを開いてもらうなど、地球人としての最後の1日を満喫した後、M78星雲に帰っていった。
- 初期脚本『新ウルトラマン〈君にもなれるウルトラマン〉』では、ウルトラマンが好きで教育現場でウルトラマンの心を実践しようとする小学校教師である24歳の地球人の青年・北条明がウルトラマンとなる素質を持っていて、怪獣から生徒を救うために命を落とすが、ウルトラ兄弟から「ウルトラマンになれる地球人の誕生を待っていた」とウルトラの生命を与えられる展開だった。

星 涼子（）
第43話から登場。ユリアンが自ら地球人に変身した姿。「星涼子」という名は、宇宙船墜落のショックで記憶を失っていた際にオオヤマによって名付けられたもの。
自分の身代わりとなって命を落とした城野の遺言に従い、第44話からUGMに参加する。彼女だけ隊服のデザインが違うことや入隊の経緯などから準隊員とされることが多いが、劇中に説明はない。
最初は地球人としての生活に慣れないせいか、テレパシーなどの特殊能力を安易に使ってしまい、地球人と同じ立場で過ごす姿勢を重んじる矢的に咎められることもしばしば。一方で矢的の恋人気取りの部分もあり、矢的が他の女性と親しそうにしていると焼きもちを焼くこともあった。80に好意を持つため、言いつけを守って徐々にしおらしくなっていく。終盤にピンチの80を助けようと禁を破って変身したことを矢的に咎められ、地球人に生まれたかったと涙を流した。
身体能力は高く、それを目の当たりにした城野にはオリンピックでの優勝は確実と評された。身体能力と柔軟性が高く、水泳や新体操が得意。

### 桜ヶ岡中学校
矢的猛が赴任した東京都世田谷区内にある区立中学校。第13話から生徒も教師も劇中に登場していないが、『ウルトラマンメビウス』第41話で生徒たちのその後が描かれ、この時点では統廃合で廃校となることが明かされており、校舎も取り壊しが決まっている。

#### 職員
林 憲之介（）
桜ヶ岡中学校の校長。外見はいつもマイペースでひょうきんな姿をみせているためか、教頭に注意されることが多いが、教師や生徒たちにはしっかり目を配っており、猛の人間性や行動にも理解を示している優れた教育者。校内で猛のUGM勤務を承知している唯一の人物で、オオヤマと面識がある。
野崎 クミ（）
桜ヶ岡中学校の教頭。真面目で責任感が強いため少々口うるさく、ややヒステリックである。赴任初日から遅刻した猛に対し、彼の教育方針に批判的な態度を取るなど、さまざまな場で厳しく臨んでいる。内心では猛に共感しているとの設定もあったが、具体的に描かれないまま終わっている。
相原 京子（）
猛とともに桜ヶ岡中学校に赴任した23歳の新任の女性教師。担当は体育。入学式で見事な体操や鉄棒の腕前を披露し、ピアノ演奏もこなす文武両道の才媛だが、料理は苦手。野崎からの信頼も厚い。「80が恋人」と言ったこともあるが、憎からず猛のことを思って気にかけており、猛からも想いを寄せられて微妙な関係にあったが、「学園編」終了以降は劇中に登場していない。
ノンちゃん
姓は山口。明るく生徒からも人気のある桜ヶ岡中の若い女性事務員。のちに彼女と瓜二つのUNDA気象観測班・小坂ユリ子が登場。

#### 1年E組
ハカセ
本名・上野 博士（）。血液型はO型。あらゆる事象をなんでも論理的に考えるインテリではあるが、クラスの人気者。第12話では転入生の青山ミリー（ビブロス星人）と心の交流を持った。
『ウルトラマンメビウス』では、大学の研究員になっている。
落語
本名・鍛代 順一。血液型はO型。その名の通り、落語調で話す。猛の担当教科である理科が苦手。
『ウルトラマンメビウス』では、信用金庫に就職している。
スーパー
名は「すすむ」。虫歯が多い。家がスーパーマーケットを営んでいるため、そのままあだ名になっている。母親の死後、父親と姉・広子の3人暮らしだったが、姉が安心して結婚できるようにと再婚話を受けたふりをした父を誤解したこともあり、そのことで不登校に陥ったこともあった。
『ウルトラマンメビウス』では、家業のスーパーを継いでいる。
ファッション
1年E組の中心4人組の紅一点で、ミス1年E組である。男勝りで活発な性格。血液型はO型。
『ウルトラマンメビウス』では、既に結婚して3児の母親となっている。
塚本 幸夫（）
第2話に登場。内気で、親友がいないことから不登校に陥ったが、献身的な猛の説得で登校を再開。80に猛の姿を重ね合わせ、猛を80だと信じ続けた。
『ウルトラマンメビウス』では自分を救ってくれた猛に憧れて教師となり、過去の自分と同じ不登校に陥った教え子を説得した。
中野 真一（）
第3話で登場。ガールフレンドのみどりをライバルに取られてしまった憎しみからマイナスエネルギーを発生させ、ホーを誕生させてしまう。しかし猛の説得で目覚め、危機に陥ったみどりを体を張って守った。のちに若い女性と結婚。
大島 明男（）
第6話に登場。自分は違う星で生まれた宇宙人だと思い込み、この地球には居場所はないと思っていた。しかしアブドラールス出現時に負傷した際、クラスメートたちの輸血によって助かったことで自分が地球人だと納得した。血液型はO型。のちに天文学者となり、彗星を発見し彼の名に因んでオオシマ彗星と名付けた。
岡島 アキラ（）
第7話に登場。仲間とともにロックバンドに熱中していた。
マリ
第1・12話に登場した生徒。第12話では、ファッションたちとともにハカセとミリーに嫌がらせをするが、のちに和解する。

### UGM隊員
オオヤマ 一樹（）
年齢35歳。UGMの隊長で、隊員たちからは「キャップ」と呼ばれている。劇中では触れられないが、甘党との設定がある。
元は地球防衛軍航空部隊特別訓練指揮官で、戦闘機の操縦に長けているため、ジャックナイフ・フライトやマッハ2での垂直降下などの、難度の高い操縦も難なくこなすエースパイロット。当初から登場のUGM極東エリア支部の所属隊員のなかでは唯一怪獣との実戦経験を持ち、過去5年間現れなかった怪獣の活動の兆しと見られる現象が起きたことに警戒を強め、独自に調査を進めていた。
イトウチーフの着任後は本部での総指揮が基本となる。
都内某所にある高級マンションに、自宅と思われる秘密のプライベートルームを所有している。
実力は高く、第13話ではゴルゴン星人を倒している。また、並み外れた洞察力の持ち主で、猛の正体に気づいており、第50話で猛の変身を制止した。ユリアンに星涼子という名前を命名した人物でもある。
猛以外の極東エリア支部の隊員の中では、一切所属に変動がなかった唯一の古参メンバー。
イトウ 順吉（）
第14話から登場。オオヤマの招聘で極東エリアに赴任し、チーフ（副官）となった。オオヤマの5年後輩で、見習い時代に単身でエイリアンを捕らえて地球侵略計画を白状させた功績から、ヨーロッパエリアに配属されていた。
前線に出ることが少なく、本部のパドックから指令するオオヤマに代わり、前線で直接指揮をする実務派。捜査のプロフェッショナルで自分を語らず、責任感が強くて厳しい面もあるが、気さくな性格で時折コミカルな面も見せる。家族には母親がいる。
以前からテレポーテーションの研究をしており、極東エリア赴任直後にザルドンの超能力に便乗して自らテレポートするという離れ技を披露した。第17・18話ではギマイラによってラブラスに変えられ、ギマイラの攻撃を受けて命を失ったが、宇宙人だった恋人の星沢子の命によって蘇生している。
終盤において、オオヤマとともに猛の正体を知った。
ハラダ 時彦（）
年齢26歳。イトウチーフ参加前は隊長の補佐役だった。漢気が強い熱血漢で、人一倍強い使命感を持ち、死地をも恐れない。だが、単純なお人好しで何かを思い込むと止まらない面がある。元アマチュアボクシングの日本チャンプという設定があり、野外を走り回っているのが似合うと自称する。兄弟が多いらしい。
第27話でオーストラリアゾーンに転任したが、第50話で再登場。
タジマ 浩（）
年齢23歳。「人間コンピューター」と呼ばれるほどの判断力を有する人物で、射撃の名手でダイナミックショットを愛用し、ハラダ隊員と凸凹コンビを組むことが多い。温厚な性格だが、前面に立つことはあまりない。第20話ではオコリンボールに襲われて仮死状態になってしまう。
ハラダ同様、オーストラリアゾーンに転任したが、第50話で再登場。
城野 エミ（）
UGMの紅一点で、年齢20歳。北海道出身。宇宙生物学の権威の城野重蔵博士を父親に持つ。母親は既に他界。
通常はパドック内でのオペレーションを主任務として通信や連絡を担当しているが、操縦技術は男性隊員と互角で、調査任務にも出動する。目標はパリのUGMヨーロッパエリアの女性部隊のキャップになること。女性訓練生がUGMメンバーになれるのはほんの一握りであるため女性訓練生からは憧れの的となっている。猛の学校勤務中に事件が発生し、UGMへの連絡を促すために私服で桜ヶ岡中学校付近に現れたこともある。第30話でザタン星人との会話がきっかけとなり、最終的にオオヤマやイトウよりも早い段階で猛の正体に気づくこととなる。シリーズ中期以降は、ヒロインの役回りが増加している。
第43話で記憶を失っていたユリアンからもらったブレスレットを着けて外出したことが原因でガラガラ星人にユリアンと誤認されて捕らえられ、救出に来た猛を庇って致命傷を負ってしまう。その後、猛には地球をこれからも守るように、涼子（＝ユリアン）にはUGMの隊員となって猛を助けるように後事を託し、二人に看取られて殉職する。
第50話で隊員全員が顔を揃えて猛＝80の帰還を見送る際、UNDA科学班が極秘に製作した彼女と瓜二つのアンドロイド・エミが登場する。
フジモリ 新八郎（）
第27話から登場。UGM三期訓練生出身で、ともに編制されたイケダとコンビを組むことが多い。銃器の扱いに慣れている。性格は基本的に明るいが、後輩の猛やイケダとはあまり打ち解けていない。また、作戦任務も地上での現場は少ない。個人的エピソードがほとんど描かれず、口数も少ないため、詳しい私的の部分には謎の部分が多い。
イケダ 登（）
第27話から登場。UGM六期訓練生出身。性格は極めて陽性で、事件の渦中で出会う子供たちと気が合う。猛とコンビを組むことも多く、猛を「先輩」と呼んで慕っている。やまなみ村の出身で、叔父夫婦もそこに在住。
劇中で地球防衛軍戦闘機、スカイハイヤー、シルバーガル、エースフライヤーの4機全てに搭乗している唯一のUGM隊員である。

### その他
ナンゴウ長官
UGMの上層部である、地球防衛軍UNDA極東エリア支部の長官。オオヤマとUGMメンバーを良く信頼し、地底人との和平に賛意を示すなど、良心的な上官として描かれている。
イシジマ副官
ナンゴウ長官の部下で、参謀的存在の人物。第17話ではタカ派で高圧的ながらも、ミスを素直に認められる誠実さを見せていた。しかし、第22話では地底人を怖れるあまり独断で攻撃命令を出してナンゴウに麻酔銃で狙撃されるという失態を見せ、それ以降は登場していない。
セラ 照夫（）
第15話から登場した、UNDA広報班の1人。恰幅のよい外見から少年時代は「セラっちょ」や「デブっちょ」と呼ばれていた。
取材も兼ねて事件現場に同行したこともある。第30話では、自身が先輩と呼んで慕っていた土山記者をザタン星人に殺害されている。
小坂 ユリ子（）
第21話から登場した、UNDA気象観測班の1人。桜ヶ岡中学校のノンちゃんに似ている。しばしばUGM隊員に気象情報を伝えに現れる。
ジャン
第13話のナンゴウ長官の報告で、何者かによって暗殺されたヨーロッパエリアのキャップ。名前はオオヤマの台詞からだが、同話では北アメリカエリアのキャップも何者かに暗殺されたと報告されているが、ともに詳細な人物像は不明。

## UGM
UGM（）とは「Utility Government Members」の略称で、世界各国の軍隊を総括する国際連合直轄の総合軍事組織地球防衛軍UNDA (United Nations Defence Army)の極東エリアに所属する怪獣・怪奇事件専門チームである。
2,000人以上の候補者の中から選抜されたエリート部隊で、宇宙人や怪獣の起こす事件の調査、分析、捜査を中心に日夜活動している。
UGMを含むUNDAの基地はカナダ、アメリカ、北ヨーロッパ、中央ヨーロッパ、アジア、極東（日本）、オーストラリア、アフリカに点在するほか、月面にもムーンベースが存在する。

### 地球防衛軍極東エリア基地
東京近郊にある広大な施設。敷地内には、最先端科学の粋が結集した電子機器が設置されたUGM隊員の司令室・通称「パドック」を要するUGM日本支部専用の基地を始め、全宇宙の情報を持つ宇宙観測センターや分析室、UGM・防衛軍両隊員のためのトレーニングセンターや野外射撃場など、充実した人員用の設備は勿論、地上と地下にある各メカの格納庫や防衛軍と共用の戦闘機用の滑走路、管制塔や整備施設、スペースマミーの発進ゲート、敵の襲撃時に使用される戦車や砲台まで備える。第14話で、ザルドンに一部破壊された。物語中期以降からUGMの基地機能は、新たに建設されたUGMの文字を形取った建物へと移設された。第25話のナレーションではUNDA極東エリア基地で働く隊員は二千名、うち三割が女子隊員。
また、調査のためにチームの臨時拠点として野営キャンプを組むこともあった。
- パドックは、一段低い位置に各種機器が配されたパーテーションを組むために、床下を重機を使用して掘り込んでステージの床が改造された[65]。

### 装備

#### 隊員服
UGMスーツ（UGM隊員服）
UGMの隊員服は特殊合成繊維で作られており、耐熱・耐寒性に優れ、外気温が摂氏1500度から零下100度までなら、服の内側を常時26度に保つことができる。放射能や有害光線を防ぐこともでき、動きやすい。オレンジ色を基調に、襟や肩、ブーツなどにメタリックシルバーが配色されている。涼子のスーツは他の隊員とは異なり準隊員用のものであるため、赤と白の配色となっている。右胸には「UGM」の文字と四角形の階級証が付けられている。階級証は、斜線が一本入った小さな正方形の両側に長方形が1個ずつ配置されたもの（オオヤマ、イトウ）、長方形の中央が一本の縦線で仕切られているもの、長方形（前出4名以外）の3種類が劇中確認できる。
この他、白の半袖カッターシャツに隊員服と同様の図柄が付いたものに、濃紺のネクタイとズボンという組み合わせの服が存在する。その他、最終回でオーストラリアゾーンから駆けつけたハラダとタジマが黄色の制服を着用している。
また、セラ・ユリ子ら広報勤務の隊員は専用の制服や作業服を、UNDAの一般将兵は当時の自衛隊員に似た戦闘服を、ナンゴウ長官ら高級幹部は専用の礼服を、それぞれ着用している。
第23話では、スペースマミーのエアロックに積載されたUGM宇宙服を着用している。
- デザインは山口修が担当[70][7]。従来のシリーズで使用されていたジャージから硬めの伸縮性の高いものが使用されている[69][70]。

#### 銃器類・特殊装備
UGMヘルメット
特殊金属とプラスチックで作られたヘルメットで、軽量で怪獣の攻撃を受けても壊れないほど丈夫にできている高硬度である。超高性能トランシーバーも内蔵している。
酸素マスク
有毒ガスから隊員の生命を守るための装備で、酸素タンクをベルトにセットする。
ライザーガン
UGM隊員が携帯する小型電気発火銃で、カートリッジの交換でレーザー銃や火炎銃、麻酔銃になる。
- 金属製のものが一丁とそれ以外のものはポリ樹脂製のものが使用されている。

ダイナミック・ショット
素早い分解、組み立てが可能な傾向性に優れる中型光線速射銃で、強力光熱弾を連射する。80の変身アイテム・ブライトスティックを取り付けることでベータ線を照射できる。
モンス・センサー
地底に潜む怪獣の動きを探る探知機。モンスター反応と呼ばれる怪獣のエネルギーを検出・分析する装置となっている。
エイリアン探知機
宇宙人の生命反応を探知して、正確な動きや居場所を調べることが可能な高性能のセンサー。
通信機
非番の隊員が携帯しており、パドックと遠く離れた場所からでも連絡を取ることが可能。

#### 航空機・宇宙船
- 3機の主要航空メカのデザインは、ポピー（現バンダイ）が担当[19][71]。

スカイハイヤー
単座式主力多目的VTOL戦闘攻撃機。原子力ジェットエンジン3基を搭載。機首と羽根を折り畳むことで戦車形態に変形させて地上戦を行う機能もあるが、劇中未使用。主武装は主翼内の近距離レーザー砲、カナード翼下のレーザーショック砲、レーザーショック砲との換装による空対地ミサイル、熱線ファイヤーストリーム、機首左右の砲門から発射する核プラズマ砲。その他に爆弾倉内に各種兵装、機首にはレーダーの他に怪獣の能力を画像で分析するボディリサーチ・レイなど様々な装備が搭載される。
- ミニチュアのうち1機は、特撮監督の原口智生が所有している。

シルバーガル
複座式多用途VTOL戦闘攻撃機。ティルトローター全翼機のβ号の上部に高速機のα号を重ねた機体形状。合体時の操縦席はα号のコクピットにタンデム配置だが、分離時にセカンドシートが後方へ移動しβ号に移乗する。武装はβ号機体上部の空対地ミサイル発射機を除く各機の全武装。分離形態では、先行して急上昇するα号で怪獣に上を向かせ、その隙を突いてβ号がジャックナイフ・フライトで下から攻撃する「フォーメーション・ヤマト」を行える。なお、この戦法は『ウルトラマンメビウス』のGUYSにも受け継がれている。戦法としては有効だが、タイミングを間違えば大惨事になりかねない手段でもあり、パイロットのコンビネーションが重要となってくる。
α号
武装は主翼内のレーザー砲（ファイヤーストリーム）、主翼付け根のレーザーショック砲、スカイハイヤーと同じく換装装備の空対地ミサイル。
β号
主武装は機体下部のミサイル発射機、主翼内のレーザー砲。胴体内の爆弾倉に各種作戦装備、ミサイルなどが装備可能。両機とも原子力ジェットエンジンを2基ずつ搭載。

スペースマミー
本来は宇宙空間での作業を目的とする外宇宙惑星探査船として建艦された大型宇宙母艦兼前線での移動指令基地。大気圏内では補助用の原子力ジェットエンジンで飛行、宇宙空間では主翼を折りたたんで三基の光子エンジンで航行し、数時間で地球 - 火星間を往復する能力があり、最長6カ月間の連続長期航行が可能。艦橋兼司令塔は、通常位置から前傾姿勢の航空機発艦管制モード、倒立位置の全周警戒モードへの可動が可能。武装は光子レーザー砲、大型ミサイル発射機各1門、第28話で艦体左右にプラズマミサイル発射機2門、第37話で艦体下部に迎撃ミサイル発射機2門が追加される。また艦首に小型戦闘機を搭載している（劇中未使用）。また大気圏内ではスカイハイヤー、シルバーガルの母艦としても運用される。
- 発進シーンは、当時東宝映像に所属していた河北と高野による合わせ技となっている。

地球防衛軍戦闘機
UNDAが多数保有する単座双発戦闘攻撃機で、3機編制で1個小隊を組む。F/A-18 レガシーホーネットが機体ベースであり、単垂直尾翼への変更、機首へのカナード翼の追加、水平尾翼の廃止などの改造が施されている。最大速度マッハ5.5。主武装は主翼下の空対地ミサイル。
- ミニチュアはハセガワの1/32プラモデルの改造。

エースフライヤー
第15話から登場。地球防衛軍戦闘機をベースにVTOL機能などを追加した指揮官用カスタマイズ単座戦闘機。極東エリア基地ではイトウチーフの専用機として用いられることが多い。基本武装はレーザーショック砲だが、劇中ではミサイル発射機を主に使っていた。旋回性能はスカイハイヤーより劣っている。
UGMオーストラリア機
最終話に登場。オーストラリアゾーンから救援に駆け付けた、ハラダ、タジマ隊員が搭乗したA-4 スカイホークをベースとしたオーストラリアエリア専用機。燃料が切れる寸前のスカイハイヤーに空中給油し、マーゴドンを冷凍弾で凍らせる活躍を見せた。
オリオン号
第16話に登場した高性能の宇宙観測船。宇宙を定期的に調査していると思われ、海王星と冥王星の中間地点で漂流していたルリヤ星人のスノーアートを回収し、地球へ持ち帰った。
ムーンセレナーデ号
第20話に登場したUNDAの大型宇宙艇。地球へ帰還する隊員50名を乗せてムーンベースから地球へと向かっていたが、宇宙空間で無数の吸血ボールの襲撃を受けて消滅した。
スペース7号
太陽系外の惑星探査に用いられるUNDAの宇宙探査船で、第23話でT28星雲・アメーザ星のエネルギー資源探査から帰還する際に、乗組員がエンジンルームに侵入していた宇宙アメーバに襲われた。
- ミニチュアは『スターウルフ』に登場したバッカスIII世の改造。

#### 車両・潜航艇
UGMの車両はその他に、ホンダ・クイントの5ドアHBやジープ、トラックなどが登場している。

スカウターS7
2人乗りの超高速特殊自動車。非武装で、パトロールや怪獣の誘導、敵基地の偵察に使用される。マツダ・RX-7（SA22C型）をベースとしている。高性能通信機など七つの秘密装備が内蔵されており（劇中未使用）、S7とはシークレットセブンの意味である。

ゴリゴンUGM（設定のみ、本編未登場）
特殊装甲自動車で小型コンピューターや各種レーダーを装備する移動基地でもある。定員5名、全長6.6メートル、最高時速291キロメートル。
レッドスクーパー（設定のみ、本編未登場）
2人乗りの地底探索タンク。全長6.2メートル、最高時速145キロメートル。
ドルフィンATM（設定のみ、本編未登場）
2人乗りの小型原子力潜航艇。全長12.5メートル、最高速度89 kt/h、水上145 kt/h。
これら以外に、イトウチーフがヨーロッパからの着任時に搭乗したF-16 ファイティングファルコン、第22話でゴモラIIを攻撃したF-4ファントム戦闘機、第24話でロボフォーを相手に対空戦闘を行った戦車レオパルト1などの西側陣営現用の実在兵器も多数登場している。また、UNDA一般隊員はM16A1を携行している。

#### その他の装備
惑星破壊ミサイル
第19話に登場した大型ミサイル。地球に迫る巨大なはぐれ星「レッドローズ」の迎撃を目的とした「ローズ・プロジェクト」によって開発された。世界各国が持つ全ての核兵器を搭載したロケットで、5発のロケット「レッドサタン号」がドッキングし、「レッド1」と呼ばれる形態となった後に目標に突入する。
五大国から計5発のロケットが打ち上げられた後、スペースマミーの誘導を受けてポイントUUV248でドッキングを行い、ポイントUUV261でレッドローズに命中。これを消滅させた。しかし、爆発によって周囲にあった四つの惑星が破壊され、そのうちの一つであるガウス星の生物が放射能によって怪獣ガウスになってしまった。
R1ミサイル
第27話に登場した多段式の大型ミサイル。宇宙アメーバに乗っ取られ、地球へと降下してくるスペース7号の迎撃に使用された。スペース7号の船内に矢的が取り残されたために自爆シーケンスが取られたが、隕石との接触によって自爆装置が故障しており、スペースマミーの迎撃ミサイルによって破壊された。
気球
タジマが搭乗し、ダイナミックショットでノイズラーを攻撃した。

## 音楽
音楽は、『ザ☆ウルトラマン』の追加録音分と挿入歌の作曲を担当した冬木透が続投。木村昇による主題歌アレンジも含め、お馴染みの管弦楽編成で楽曲を提供している。また、一部の曲では当時の特撮作品の音楽としては珍しく、シンセサイザーも取り入れられているが、まだ楽器としての完成度が低かった時代のため、効果音的な用い方にとどまっている。また、怪獣が倒れる音などの効果音の作成にもシンセサイザーが用いられていた。なお、第18話や第49話ほかでの使用が印象的な女声スキャット曲は『宇宙戦艦ヤマト』などで知られる川島和子の歌唱によるもの。作曲者や製作会社は別だが、ブリッジ音楽は『バトルホーク』の曲が流用されている。
また、UGMの出動テーマ曲ではワンダバコーラスが復活。放映当時に発売された本作品のサントラ盤『ウルトラマン80 テーマ音楽集』に「ワンダバUGM」という曲名で収録され、それまで通称だった「ワンダバ」がここで初めて正式な曲名に昇格した。この曲は劇中のほか、第31話以降の次回予告にも使用された。

### 主題歌
4曲ある主題歌を担当したTALIZMANは当時、新進気鋭のロックバンドとして同年3月にレコードデビュー。ヴォーカルは、TALIZMANのメンバーで、HARRY・ハーリー木村の名前でのソロ活動も多かった木村昇。
円谷作品の顔とも言えるオープニングタイトルは、画面奥から無数のガラスの破片が渦を巻いて手前に迫り、「ウルトラマン80」の文字を構成する。これは強化ガラスの上に粒状のガラスと、アクリル製の文字を配置しておき、これをパチンコ（スリングショット）で打ち抜き、落下する様子を真上からカメラを回転させて撮るという手間の掛かった映像となっている。また、第3話より作品タイトルのロゴが赤く着色された。第31話からは大幅に省略され、メインタイトルの直後に本編アバンタイトルに入る構成へ変更された。
オープニング映像については、前半は『ウルトラQ』から『ウルトラマンA』までの流れを汲む80のシルエット映像を使った物になっている。このシルエットは従来の作画による映像ではなく、実際にアクターが動いている姿を撮影したフィルムをモノクロネガにして使用したもので、コマ落ちやスローモーションを光学合成で配したアクロバティックな演出となっている。（5話から背景が変更されている）第33話からは、矢的猛の活躍場面と特撮のスペクタクルシーンを織り交ぜたものに変更されている。
それまでのウルトラシリーズでは、その回に登場する怪獣や宇宙人の紹介を主にOPの最後に「○○怪獣（星人）××登場」といった形式の表記を行っていたが、本作品ではこれが無くなり、代わりに基本的に劇中で怪獣などが登場する際に「クレッセント」というような名前のみのテロップが画面下に表示される形式を採っている。
実写作品のウルトラシリーズとしては初めてエンディングパートが設けられた。エンディング映像は最終回を除き、こちらは『ウルトラマンタロウ』『ウルトラマンレオ』のオープニング同様にUGMのメカニックを全面的に押し出した映像であった。

#### オープニングテーマ
「ウルトラマン80」（第1 - 39話）
- 作詞：山上路夫 / 作曲・編曲：木村昇 / 歌：TALIZMAN

第32話では挿入歌として使用された。

「がんばれウルトラマン80」（第40 - 50話）
- 作詞：山上路夫 / 作曲・編曲：木村昇 / 歌：TALIZMAN、コロムビアゆりかご会

第47 - 49話では挿入歌として使用された。

#### エンディングテーマ
「レッツ・ゴー・UGM」（第1 - 39話）
- 作詞：山上路夫 / 作曲・編曲：木村昇 / 歌：TALIZMAN

「地球人だよ」（第40 - 49話）
- 作詞：山上路夫 / 作曲・編曲：木村昇 / 歌：TALIZMAN、コロムビアゆりかご会

### 挿入歌
「心を燃やすあいつ -矢的猛の歌-」（第50話）
- 作詞：満田かずほ / 作曲：冬木透 / 編曲：武市昌久 /歌：ぬまたこうじ

80とユリアンがM78星雲へ飛び立つシーンをバックにした最終話のローリングタイトルで歌入りで使われたほか、インストゥルメンタル版をドラマの締めくくりに使用した回も見られた。
その他、第15話では「怪獣レクイエム」が、劇中で城野エミ隊員によって歌われた。第44話では「ウルトラセブンの歌」が使用された。

## キャスト

### レギュラー・準レギュラー
本作品では主役オーディションは行われたものの、該当者がいなかったため、長谷川がオファーされたという。
- 矢的猛：長谷川初範
- オオヤマ：中山仁（第19・20話を除く）
- イトウ順吉：大門正明（第14話 - ）
- ハラダ：無双大介（第1 - 26・50話）
- タジマ：新田修平（第1 - 26・50話）
- エミ（第1 - 43話）、舞姫（第26話）、アンドロイド・エミ（第50話）：石田えり
- フジモリ新八郎：古田正志（第27話 - ）
- イケダ登：岡本達哉（第27話 - ）
- 星涼子：萩原佐代子（第43話 - ）[注釈 41]
- セラ照夫：杉崎昭彦（第15・18 - 20・24・26・27 - 30・32・35 - 38・40・43・46 - 50話）
- ノンちゃん（第1 - 10・12話）、小坂ユリ子（第21 - 32・35 - 42・45 - 50話）：白坂紀子
- 校長：坊屋三郎（第1 - 7・9・10・12話）
- 教頭：和田幾子（第1 - 7・9・10・12話）
- 相原京子：浅野真弓（第1 - 5・7 - 10話）
- スーパー：清水浩智（第1 - 10・12話）
- ファッション：久野みどり（第1 - 10・12話）
- 落語：鍛代順一（第1 - 10・12話）
- ハカセ：上野郁巳（第1 - 10・12話）
- ナレーター：屋良有作[注釈 42]

### 主なゲスト出演者
- ミドリ：鈴木真代（第1 - 3話）[注釈 43]
- マリ：秋元美智恵（第1・12話）
- UGM整備士：神澤信一[84]（第1話）[注釈 44]
- 塚本幸夫：藤原哲也（第2 - 4話）[注釈 45]
- 幸夫の母：小笠原まりこ（第2話）
- 中野真一：斉藤康彦（第3話）
- 北川先生：中丸信（第3話）
- 広子：島本須美（第4話）
- スーパーの父：武藤英司（第4話）
- 桜ヶ岡中学校用務員：飛田喜佐夫（第5話）
- タクシーの運転手：武央和也（第5話）
- 大島明男：小田敏治（第6話）
- 大島道江（明男の母）：三好美智子（第6話）
- 岡島アキラ：新敷浄（第7話）
- 日比野博士：佐竹明夫（第8話）
- 山岡：堀内正美（第9話）
- アルマ：遠藤真理子（第10話）
- ビブロス星人ミリー：ジュディ・モーリス（第12話）
- ナンゴウ長官：北原義郎（第13・17・22・24話）
- マリー・クラーク（ゴルゴン星人）：デアン・バラクラフ（第13話）
- 城野重蔵博士：佐原健二（第15・27・28話）
- 中川博士：山本昌平（第15話）
- 星沢子：竹井みどり（第17・18話）
- イシジマ副官：宮寺康夫（第17・22話）
- 桃沢博士：綾川香（第20話）
- ザッカル：大林丈史（第21話）
- 国家最高議会議長：伊沢一郎（第22話）
- 女王イーナス：加山麗子（第22話）
- ニシハラ科学主任：寺島達夫（第22・24話）
- 艇長（スペース7号）：小坂生男（第23話）
- ファンタス星人司令 / 声：明石勤（第24話）
- ジュン：斉藤浩子（第25話）
- リュウ（アルゴン）：平野克己（第25話）
- 藤原源九郎：梅津栄（第26話）
- メビーズ：石山雄大（第26話）
- ゴイゲ博士：幸田宗丸（第26話）
- 青山清彦博士：睦五郎（第27話）
- 酔っ払い：三角八郎（第27話）
- 村長：南利明（第29話）
- 自警団長：関敬六（第29話）
- 自警団員：辻シゲル（第29話）
- 山川：玉川良一（第29話）
- 友江（平和女子大学講師）：児島美ゆき（第29話）
- 土山記者（ザタン星人）：槇健吾（第30話）
- 青木カメラマン（ザタン星人）：大谷一夫（第30話）
- マリコ：臼田まゆみ（第31話）
- 道子（マリコの母）：佐野アツ子（第31話）
- 山本三郎船長：ガッツ石松（第32話）
- 山本明：宍戸勝（第32話）
- 鈴木航海士：秋元羊介（第32話）
- 西山院長：中山昭二（第33話）
- 建一：三縄智（第33話）
- 吉村看護婦：田中エミ（第33話）
- 飯田治：岸田裕（第34話）
- 山田高夫：坂本新兵（第34話）
- 治の母：松木路子（第34話）
- 山川：常田富士男（第35話）
- はるえ：三田登喜子（第35話）
- 光男：杉本浩一（第35話）
- 火吹き男（ファイヤードラコ）：新海丈夫（第35話）
- 怪力男（ファイヤードラコ）：大前均（第35話）
- アッちゃん：長谷川将（第36話）
- 山ちゃん：大森直人（第36話）
- モッちゃん：川崎直也（第36話）
- アッちゃんの母：信沢三恵子（第36話）
- 丸井先生：高木均（第36話）
- 森田政夫：大栗清史（第37話）
- 政夫の両親：明石勤（信次）、金子勝美（和子）（第37話）
- 長島太：木村英幸（第38話）
- 太の両親：浜田晃（茂太）、清水まゆみ（秋子）（第38話）
- 田畑テツ男：赤沢雅彦（第39話）
- カミナリ親父：久保晶（第39話）
- すもう小僧（ジヒビキラン）：田辺潤（第40話）[注釈 46]
- 関取：松崎真（第40話）
- ジン：及川ヒロオ（第40話）
- ゴン：水森コウ太（第40話）
- 斉藤武夫：田中和洋（第41話）
- 武夫の父：石浜朗（第41話）
- 斉藤美絵子：桜井浩子（第41話）
- 古老：村上冬樹（第41話）
- 岩水信夫：倉沢満夫（第42話）
- 倉田まり子：倉田まり子（第42話）
- 信夫の両親：石山雄大、千葉裕子（第42話）
- 老人：柳谷寛（第42話）
- 大林：鶴田忍（第42話）
- 武田：きくち英一（第42話）
- 田島直人：坂本真吾（第44話）
- 田島亜矢：棟里佳（第44話）
- 多田敏彦：清家栄一（第44話）
- 多田実：吉田博紀（第44話）
- 山野正也：番場恵介（第45話）
- 正也の両親：大谷淳（大作）、石井富子（よし子）（第45話）
- マアジン：横山あきお（第46話）
- 淳：上山匡（第46話）
- ヨッコ：三瓶美樹（第46話）
- 玉井正：竹内実（第47話）
- 正の両親：住吉道博（太吉）、此島愛子（よし子）（第47話）
- 死神走太（マラソン小僧） / イダテンラン：小林聖和（第48話）
- 辰己正夫：小島義晴（第48話）
- 辰己和枝：姫ゆり子（第48話）
- 吉田校長：梅津栄（第48話）
- 木村コーチ：小林松海（第48話）
- ツトム：立原木太郎（第49話）

### 声の出演
※全てノンクレジット
- ビブロス星人ミリー：加藤早紀子（第12話）
- ルリヤ星人：木原正二郎（第16話）
- バルタン星人（五代目）：水鳥鉄夫（第37話）
- テツオン、田畑テツ男：高橋和枝（第39話）
- ガルタン大王：村松康雄（第43話）
- バルタン星人（六代目）：西村知道（第45話）[注釈 47]

### スーツアクター
- ウルトラマン80
  - 赤坂順一（第1 - 8・27・28話）[15]、奈良光一（第9・10・12話の一部[注釈 48]、29 - 50話）[15]、岩泉芳武（第11話）[15]、福田浩（第12 - 26話）[15]
- ユリアン：清田真妃（第49・50話）
- 怪獣・宇宙人
  - 瀬崎正人（第1 - 3話）、福田浩（第4 - 8話）、渡辺一弘（第4話）、真木仁（第5話）、堀江昭（章）（第5・21・22・28 - 31話）、山崎隆（第9 - 14・17 - 20・27・28話）、奈良光一（第15・16・21・23・25・26・45話）、清水剛（第17・18話）、岩井潤一（第18話）、寺嶋常三郎（第33 - 36話）、佐藤友弘（第37 - 40・42・43・45 - 50話）、山村哲夫（第39話）、渥美博（第44・49話）

## スタッフ
出典は右記のものを使用。
- プロデューサー：円谷皐、満田かずほ、野村清（TBS）
- 監督（本編）：湯浅憲明、深沢清澄、広瀬襄、野長瀬三摩地、外山徹、合月勇、東條昭平、宮坂清彦、満田かずほ
- 脚本：阿井文瓶、山浦弘靖、広瀬襄、若槻文三、平野靖司、石堂淑朗、南川竜、土筆勉、水沢又三郎、田口成光、吉田耕助
- 特撮監督：川北紘一、高野宏一、佐川和夫、神澤信一
- 音楽：冬木透
- 選曲：小原孝司
- 編集：小林熙昌
- 美術チーフ（本編、特撮とも）：山口修
- 美術（本編）：丸尾知行
- 美術（特撮）：家辺信二
- 撮影（本編）：佐藤貞夫、井上光雄
- 撮影（特撮）：大岡新一、関屋昌平
- 照明（本編）：伊藤裕二
- 照明（特撮）：高野和男
- 助監督（本編）：宮坂清彦、鈴木政信
- 助監督（特撮）：神澤信一、品田仁
- 色彩計測（本編）：井上光雄、長谷川昇
- 色彩計測（特撮）：宇井忠幸、石渡均
- 記録（本編）：増田実子、鈴賀慶子
- 記録（特撮）：加藤奈美江
- 視覚効果：宮西武史（東宝映像）
- 録音：Toho Eizo Sound Studio（現：東宝サウンドスタジオ）
- 音響効果：船橋利一（TESS）
- 制作担当（本編）：坂本至徳
- 制作担当（特撮）：小池一三
- 現像：東京現像所
- 造形：開米プロダクション、コスモプロダクション[注釈 46]
- 操演：ヌマリ企画
- 美粧：フリーフレンド
- 擬斗：車邦秀
- スタジオ：東宝ビルト、国際放映
- 電機製品協力：東芝
- 制作協力：東宝映像株式会社
- 製作著作：円谷プロダクション、TBS

## 放映リスト
- 各怪獣の詳細は「ウルトラマン80の登場怪獣」を参照。
- 1980年11月26日（部門賞発表）、1980年12月31日（本選）は『第22回日本レコード大賞』関連のため放送休止。
- 視聴率はビデオリサーチ調べ（関東地区）。
- 出典は右記のものを使用[85]。

| 話数 | サブタイトル                           | 登場怪獣・宇宙人                          | 脚本       | 監督         | 特技監督 | 放送日        | 視聴率 |
| ---- | -------------------------------------- | ----------------------------------------- | ---------- | ------------ | -------- | ------------- | ------ |
| 1    | ウルトラマン先生                       | クレッセント                              | 阿井文瓶   | 湯浅憲明     | 高野宏一 | 1980年 4月2日 | 16.9%  |
| 2    | 先生の秘密                             | ギコギラー                                | 阿井文瓶   | 湯浅憲明     | 高野宏一 | 4月9日        | 18.7%  |
| 3    | 泣くな初恋怪獣                         | ホー                                      | 阿井文瓶   | 深沢清澄     | 高野宏一 | 4月16日       | 13.6%  |
| 4    | 大空より愛をこめて                     | - ザンドリアス - マザーザンドリアス       | 阿井文瓶   | 深沢清澄     | 高野宏一 | 4月23日       | 13.9%  |
| 5    | まぼろしの街                           | - メカギラス - バム星人                   | 山浦弘靖   | 湯浅憲明     | 高野宏一 | 4月30日       | 12.4%  |
| 6    | 星から来た少年                         | アブドラールス                            | 広瀬襄     | 湯浅憲明     | 高野宏一 | 5月7日        | 12.3%  |
| 7    | 東京サイレント作戦                     | ノイズラー                                | 田口成光   | 深沢清澄     | 高野宏一 | 5月14日       | 14.2%  |
| 8    | よみがえった伝説                       | - タブラ - 光の巨人                       | 平野靖司   | 深沢清澄     | 高野宏一 | 5月21日       | 14.9%  |
| 9    | エアポート危機一髪！                   | ガビシェール                              | 阿井文瓶   | 湯浅憲明     | 川北紘一 | 5月28日       | 11.1%  |
| 10   | 宇宙からの訪問者                       | - アルマ - ジャッキー - ズルズラー        | 土筆勉     | 湯浅憲明     | 川北紘一 | 6月4日        | 10.7%  |
| 11   | 恐怖のガスパニック                     | メダン                                    | 平野靖司   | 深沢清澄     | 高野宏一 | 6月11日       | 9.7%   |
| 12   | 美しい転校生                           | - ゴラ - ミリー                           | 広瀬襄     | 深沢清澄     | 高野宏一 | 6月18日       | 14.7%  |
| 13   | 必殺！ フォーメーション・ヤマト        | - サラマンドラ - ゴルゴン星人             | 阿井文瓶   | 湯浅憲明     | 川北紘一 | 6月25日       | 9.1%   |
| 14   | テレポーテーション！ パリから来た男    | ザルドン                                  | 阿井文瓶   | 湯浅憲明     | 川北紘一 | 7月2日        | 11.8%  |
| 15   | 悪魔博士の実験室                       | ミュー                                    | 阿井文瓶   | 広瀬襄       | 高野宏一 | 7月9日        | 11.6%  |
| 16   | 謎の宇宙物体スノーアート               | - デビロン - ルリヤ星人                   | 平野靖司   | 広瀬襄       | 高野宏一 | 7月16日       | 9.3%   |
| 17   | 魔の怪獣島へ飛べ!!（前編）             | - ラブラス - ダロン - ギマイラ - 星沢子   | 阿井文瓶   | 湯浅憲明     | 佐川和夫 | 7月23日       | 8.8%   |
| 18   | 魔の怪獣島へ飛べ!!（後編）             | - ラブラス - ダロン - ギマイラ - 星沢子   | 阿井文瓶   | 湯浅憲明     | 佐川和夫 | 7月30日       | 9.2%   |
| 19   | はぐれ星爆破命令                       | ガウス                                    | 若槻文三   | 野長瀬三摩地 | 高野宏一 | 8月6日        | 8.5%   |
| 20   | 襲来!! 吸血ボール軍団                  | オコリンボール                            | 土筆勉     | 野長瀬三摩地 | 高野宏一 | 8月13日       | 8.1%   |
| 21   | 永遠に輝け!! 宇宙Gメン85               | - ガモス - ザッカル - ザッカル妻子        | 山浦弘靖   | 湯浅憲明     | 佐川和夫 | 8月20日       | 7.8%   |
| 22   | 惑星が並ぶ日 なにかが起こる            | - ゴモラII - 地底人 - 女王イーナス        | 阿井文瓶   | 湯浅憲明     | 佐川和夫 | 8月27日       | 9.5%   |
| 23   | SOS!! 宇宙アメーバの大侵略             | アメーザ                                  | 山浦弘靖   | 外山徹       | 高野宏一 | 9月3日        | 9.0%   |
| 24   | 裏切ったアンドロイドの星               | - ファンタス星人 - ロボフォー             | 平野靖司   | 外山徹       | 高野宏一 | 9月10日       | 9.6%   |
| 25   | 美しきチャレンジャー                   | アルゴン                                  | 阿井文瓶   | 湯浅憲明     | 佐川和夫 | 9月17日       | 9.4%   |
| 26   | タイムトンネルの影武者たち             | - アクゾーン - ゲラ                       | 平野靖司   | 湯浅憲明     | 佐川和夫 | 9月24日       | 9.3%   |
| 27   | 白い悪魔の恐怖                         | アルゴ星人                                | 南川竜     | 外山徹       | 高野宏一 | 10月1日       | 6.4%   |
| 28   | 渡り鳥怪獣の子守歌                     | - バル - ザキラ                           | 阿井文瓶   | 外山徹       | 高野宏一 | 10月8日       | 8.5%   |
| 29   | 怪獣帝王の怒り                         | キャッシー                                | 若槻文三   | 湯浅憲明     | 佐川和夫 | 10月15日      | 7.8%   |
| 30   | 砂漠に消えた友人                       | - ザタンシルバー - ザタン星人             | 若槻文三   | 湯浅憲明     | 佐川和夫 | 10月22日      | 8.9%   |
| 31   | 怪獣の種飛んだ                         | ゾラ                                      | 阿井文瓶   | 外山徹       | 高野宏一 | 10月29日      | 8.4%   |
| 32   | 暗黒の海のモンスターシップ             | バラックシップ                            | 平野靖司   | 外山徹       | 高野宏一 | 11月5日       | 9.8%   |
| 33   | 少年が作ってしまった怪獣               | ガゼラ                                    | 阿井文瓶   | 湯浅憲明     | 佐川和夫 | 11月12日      | 7.8%   |
| 34   | ヘンテコリンな魚を釣ったぞ！           | アンゴーラス（親子）                      | 石堂淑朗   | 湯浅憲明     | 佐川和夫 | 11月19日      | 9.0%   |
| 35   | 99年目の竜神祭                         | ファイヤードラコ                          | 若槻文三   | 合月勇       | 高野宏一 | 12月3日       | 7.3%   |
| 36   | がんばれ！ クワガタ越冬隊              | グワガンダ                                | 石堂淑朗   | 合月勇       | 高野宏一 | 12月10日      | 7.6%   |
| 37   | 怖れていたバルタン星人の動物園作戦     | バルタン星人（5代目）                     | 石堂淑朗   | 外山徹       | 佐川和夫 | 12月17日      | 10.8%  |
| 38   | 大空にひびけ ウルトラの父の声          | ゴースドン                                | 若槻文三   | 外山徹       | 佐川和夫 | 12月24日      | 8.4%   |
| 39   | ボクは怪獣だ〜い                       | - テツオン - 宇宙植物                     | 平野靖司   | 湯浅憲明     | 高野宏一 | 1981年 1月7日 | 9.8%   |
| 40   | 山からすもう小僧がやって来た           | - ジヒビキラン - すもう小僧               | 水沢又三郎 | 湯浅憲明     | 高野宏一 | 1月14日       | 8.2%   |
| 41   | 君はゼロ戦怪鳥を見たくないかい？       | バレバドン                                | 石堂淑朗   | 東條昭平     | 佐川和夫 | 1月21日       | 7.7%   |
| 42   | さすが！ 観音さまは強かった！          | ズラスイマー                              | 石堂淑朗   | 東條昭平     | 佐川和夫 | 1月28日       | 8.6%   |
| 43   | ウルトラの星から飛んで来た女戦士       | - ガルタン大王 - ガラガラ星人             | 水沢又三郎 | 湯浅憲明     | 神澤信一 | 2月4日        | 6.9%   |
| 44   | 激ファイト！ 80vsウルトラセブン        | 妄想ウルトラセブン                        | 吉田耕助   | 湯浅憲明     | 神澤信一 | 2月11日       | 9.3%   |
| 45   | バルタン星人の限りなきチャレンジ魂     | バルタン星人（6代目）                     | 石堂淑朗   | 野長瀬三摩地 | 高野宏一 | 2月18日       | 8.9%   |
| 46   | 恐れていたレッドキングの復活宣言       | - レッドキング（3代目） - 壺の精マアジン  | 平野靖司   | 東條昭平     | 佐川和夫 | 2月25日       | 9.7%   |
| 47   | 魔のグローブ 落し物にご用心!!          | グロブスク                                | 石堂淑朗   | 東條昭平     | 佐川和夫 | 3月4日        | 8.2%   |
| 48   | 死神山のスピードランナー               | - イダテンラン - マラソン小僧（死神走太） | 水沢又三郎 | 宮坂清彦     | 高野宏一 | 3月11日       | 8.6%   |
| 49   | 80最大のピンチ！ 変身！ 女ウルトラマン | - プラズマ - マイナズマ                   | 山浦弘靖   | 宮坂清彦     | 高野宏一 | 3月18日       | 10.2%  |
| 50   | あっ！ キリンも象も氷になった!!        | マーゴドン                                | 石堂淑朗   | 満田かずほ   | 佐川和夫 | 3月25日       | 11.3%  |

## 放送局
- TBS（制作局）：水曜 19:00 - 19:30
- 北海道放送：水曜 19:00 - 19:30
- 青森テレビ：水曜 19:00 - 19:30
- 秋田テレビ：月曜 - 金曜 6:20 - 6:50[86]
- 岩手放送：水曜 19:00 - 19:30[87]
- 東北放送：水曜 19:00 - 19:30[88]
- 山形放送：木曜 17:30 - 18:00
- 福島テレビ：水曜 19:00 - 19:30[88]
- 新潟放送：水曜 19:00 - 19:30[88]
- 信越放送：水曜 19:00 - 19:30[89]
- テレビ山梨：水曜 19:00 - 19:30
- 北陸放送：水曜 19:00 - 19:30[90]
- 福井放送：金曜 18:00 - 18:30（1981年5月1月から1982年4月2日まで）[91]→金曜 17:00 - 17:30（1982年4月9日、4月16日）[92]
- 静岡放送：水曜 19:00 - 19:30
- 中部日本放送：水曜 19:00 - 19:30[93]
- 毎日放送：水曜 19:00 - 19:30[94]
- 山陰放送：水曜 19:00 - 19:30
- 山陽放送：水曜 19:00 - 19:30
- 中国放送：水曜 19:00 - 19:30
- テレビ山口：水曜 19:00 - 19:30
- 南海放送：木曜 17:30 - 18:00
- テレビ高知：水曜 19:00 - 19:30
- RKB毎日放送：水曜 19:00 - 19:30[95]
- 長崎放送：水曜 19:00 - 19:30
- 熊本放送：水曜 19:00 - 19:30
- 大分放送：水曜 19:00 - 19:30
- 宮崎放送：水曜 19:00 - 19:30
- 南日本放送：水曜 19:00 - 19:30
- 琉球放送：水曜 19:00 - 19:30

## 他媒体展開

### 他テレビシリーズ
『ウルトラマンボーイのウルころ』
本作品からウルトラマン80とユリアンが登場。
『ウルトラマンメビウス』
本作品からウルトラマン80とユリアンが登場。また、80がゲスト出演した第41話は本作品序盤「学園編」の後日談となっている。

### 映画
『大怪獣バトル ウルトラ銀河伝説 THE MOVIE』
本作品からウルトラマン80とユリアンが登場。
『ウルトラマンゼロ THE MOVIE 超決戦!ベリアル銀河帝国』
本作品からウルトラマン80とユリアンが登場。

### 特別番組
これがウルトラマンのすべてだ！ 大集合ウルトラマン・80新登場！（1980年3月20日、TBS）
1時間枠の放映開始前の特別番組。メイン司会は広川太一郎。
ジュニア・文化シリーズ ゴジラ誕生 〜 人間の記録・円谷英二 〜（NHK教育テレビ、1980年）
放映当時の「現在の円谷プロ」の様子を紹介する映像中に、番組名の明記はないものの、本作品の特撮シーンの撮影風景が含まれていた。怪獣（ホー）への攻撃シーンでの着ぐるみの動きや戦闘機の操演と弾着のタイミングの演出の模様、スカイハイヤー、シルバーガルの飛行シーンをチェックする模様などが放送された。なお、本作品の特技監督も担当した高野宏一がゲスト出演し、映像合成の技法などを解説していた。

### 漫画
- 小学一年生 1980年5月号 - 1981年3月号 作画：かたおか徹治
- 小学二年生 1980年5月号 - 1981年3月号  作画：坂丘のぼる
  - 1980年7月号付録 「ウルトラマン80 サクシウム光線物語」 作画：坂丘のぼる
  - 1980年10月号付録 「ウルトラマン80 バックルビーム物語」 作画：シュガー佐藤
- 小学三年生 1980年5月号 - 1981年1月号 作画：制野秀一

| 掲載号          | サブタイトル             | 登場怪獣など |
| --------------- | ------------------------ | --- |
| 1980年5月号     | サブタイトルなし         | クレッセント |
| 1980年5月号付録 | サブタイトルなし         | ホー |
| 1980年6月号     | サブタイトルなし         | - ギゴギラー、バードン、テロチロス、カメレキング、フライングライドン、マザーザンドリアス                            |
| 1980年7月号     | 古代怪獣と光の巨人の巻   | - タブラ、キングザウルス三世、ステゴン、ドドンゴ、アボラス                                                          |
| 1980年8月号     | ロボット軍団の巻         | - チブル星人、メガギラス、クレージーゴン、キングジョー、 ガメロット、ユートム、ビルガモ、恐竜戦車、アイアンロックス |
| 1980年8月号付録 | サブタイトルなし         | メフィラス星人 |
| 1980年9月号     | 80宙づり作戦の巻         | - デビロン、ミュー、オコリンボール                                                                                  |
| 1980年10月号    | 決戦！80対ウルトラ兄弟   | サラブ星人、ゴモラ二世                                                                                              |
| 1980年11月号    | 対決!宇宙Gメンの巻       | ザッカル、ジッカル                                                                                                  |
| 1980年12月号    | 宇宙忍者バルタン星人の巻 | バルタン星人 |
| 1981年1月号     | 怪獣帝王キャッシー       | キャッシー |
- 小学四年生 1980年4月号 - 1981年1月号 かたおか徹治

| 掲載号          | サブタイトル     | 登場怪獣など                                               |
| --------------- | ---------------- | ---------------------------------------------------------- |
| 1980年4月号     | サブタイトルなし | クレッセント                                               |
| 1980年5月号     | サブタイトルなし | ギコギラー                                                 |
| 1980年6月号     | サブタイトルなし | レッドガルマ、ブラックガルマ                               |
| 1980年7月号     | サブタイトルなし | ヘテゴーラ                                                 |
| 1980年7月号付録 | サブタイトルなし | アマギラス、ドロギラー                                     |
| 1980年8月号     | サブタイトルなし | ベータ星人、ベータ星大王ゾルバ、ゴードン                   |
| 1980年9月号     | サブタイトルなし | ガルマ星人、ガルマ星大王ゾルガー                           |
| 1980年10月号    | サブタイトルなし | スピット星人、ガルバ星人                                   |
| 1980年11月号    | サブタイトルなし | グロー                                                     |
| 1980年12月号    | サブタイトルなし | ブラックキング、レッドキング、ゼットン、サンダーアロー、他 |
| 1981年1月号     | サブタイトルなし | サンダーアロー、他                                         |
『ウルトラ兄弟物語』収録。前半はテレビ版の学園編に準拠した内容だが、後半は80が地球に来る前という設定で宇宙を舞台としたオリジナルストーリーとなっている。
- 小学五年生 1980年6月号付録 一峰大二
- コロコロコミック 1980年5月号 - 10月号 かたおか徹治

| 掲載号       | サブタイトル     | 登場怪獣など |
| ------------ | ---------------- | --- |
| 1980年5月号  | サブタイトルなし | 怪獣名表記なし                                                                                                   |
| 1980年6月号  | サブタイトルなし | - 銀河帝国軍（銀河帝王ザルザード、サタンキング、銀河七兄弟（オーディーン、ゾンダ、バーディアン、ザックス、他）） |
| 1980年7月号  | サブタイトルなし | - 銀河帝国軍（銀河帝王ザルザード、サタンキング、オーディーン）                                                   |
| 1980年8月号  | サブタイトルなし | - 銀河帝国軍（銀河帝王ザルザード、サタンキング、ゾンダ）、バルタン星人                                           |
| 1980年9月号  | サブタイトルなし | - 銀河帝国軍（銀河帝王ザルザード、サタンキング、バーディアン）、 バルタン星人、セレナ星人                        |
| 1980年10月号 | サブタイトルなし | 銀河帝国軍（銀河帝王ザルザード、ザックス）                                                                       |
『ウルトラ兄弟物語』収録
- てれびくん 1980年5月号 - 1981年4月号 居村眞二

| 掲載号       | サブタイトル                   | 登場怪獣など                                       |
| ------------ | ------------------------------ | -------------------------------------------------- |
| 1980年5月号  | ウルトラマン先生               | クレッセント                                       |
| 1980年6月号  | 東京サイレント計画             | ノイズラー                                         |
| 1980年7月号  | ウルトラブーメランでやっつけろ | ズルズラー                                         |
| 1980年8月号  | 逆襲メカギラス                 | メカギラス                                         |
| 1980年9月号  | 宇宙の悪魔デビロン             | キングザウルス三世、ベムラー、サタンモア、デビロン |
| 1980年10月号 | あやしい流星                   | ゴモラ、バルタン星人                               |
| 1980年11月号 | 怪獣魔城の怪獣魔王             | アントラー、キーラ、マグマ星人、ゼットン、怪獣魔王 |
| 1980年12月号 | ウルトラの母を救い出せ！       | 怪獣魔王                                           |
| 1981年1月号  | 怪獣魔王の正体は!?             | 怪獣魔王、恐竜人                                   |
| 1981年2月号  | バルタン大軍団侵略開始         | バルタン星人                                       |
| 1981年3月号  | バルタン軍団総統の罠           | バルタン星人                                       |
| 1981年4月号  | 宇宙平和のために               | バルタン星人                                       |
（1981年2月号 - 1981年4月号は「ウルトラマン80宇宙大戦争」のタイトルで連載）
- テレビマガジン 1980年4月号 - 1981年4月号、8月号増刊 作画：池原しげと
- たのしい幼稚園 1980年11月号、1981年1月号、3月号、4月号 作画：森藤よしひろ
- ケイブンシャ『ウルトラマン80大百科』掲載「ウルトラマン80物語 試練の旅立ち」 1980年  作画：かたおか徹治

#### 雑誌独自の設定
放映当時の小学館の学年別学習雑誌や、コロコロコミックの連載漫画では80の過去が描かれている。
新人時代は素行が悪く、ゾフィーの言うことも聞かなかった。しかし、怪獣に両親を殺され、失意に沈んでいたところをウルトラマンレッドに出会って励まされ、サクシウム光線を習得する。両親の仇を討ったあと、ゾフィーの命令によって地球へ赴任することとなった。
ウルトラマンレッド
雑誌展開のオリジナルキャラクター。コロコロコミックの連載漫画版『ウルトラマン80』、ケイブンシャ『ウルトラマン80大百科』や『てれびくん』などの雑誌に登場している。元宇宙警備隊の副隊長で、80の師に当たる人物。ウルトラの父のような角とマントを備えつつ、ウルトラマンタロウとウルトラセブンを合わせたようなデザインで、両親を失った80を心身両面から指導したとされている。80と出会った際には、まだ光線技が弱かった80に対して「自分の若いころと似ている」と評し、光線技が強くなるヒントを与えた。しかし、80に対して直接の指導はせず、実戦の中で自主的にマスターさせる姿勢を通した。

### 映像ソフト化
- ビデオ（VHS、セル・レンタル共通）とLDともに全13巻（各巻4話収録、最終巻は2話収録[注釈 53]）がハミングバードから1989年にリリースされている。
- 1999年にはバンダイビジュアルから新規に全話収録のビデオ全12巻（各巻4話収録、1巻と2巻は5話収録）が発売されたが、ハミングバード版に収録された映像特典は未収録。
- 誕生30周年を迎えた2010年6月25日と9月24日にバンダイビジュアルからDVD-BOXが発売された。
- 2013年12月25日にバンダイビジュアルからCOMPLETE DVD-BOX発売。
- 2016年7月22日に『ウルトラマン』から『ウルトラマン80』まで7作品の第1話を収録したBlu-ray Disc『ウルトラマン Blu-ray Select Series』が発売された[96]。本作品のHDリマスターはこれが初となる[96]。
- 45周年を記念して2025年3月19日に全50話をHDリマスター化したBlu-ray BOXが発売[97][98]。

### CS放送・ネット配信
CS放送
- ファミリー劇場…2010年5月2日 - 2011年4月2日。2021年3月26日 - 同年9月17日 毎週金曜6:30から2話まとめて再放送された。翌週の木曜（暦の上では金曜）にも25:00 (1:00) に2話まとめて再放送された。

ネット配信
- ウルトラマン公式 ultraman official by TSUBURAYA PROD…2020年4月2日 -

## 関連番組
夕やけロンちゃん（TBS）
本作品放映当時、平日夕方に放送されていた情報番組。ノンちゃんと小坂ユリ子隊員の2役を演じた白坂紀子が出演していた点に触れたり、随時本作品の紹介を行った。また、同時期にTBS系で放送されていた『仮面ライダースーパー1』と併せての対決特集があり、スタジオに矢的役の長谷川初範とスーパー1 / 沖一也役の高杉俊介が招かれ、トークや同時変身ポーズを行った（変身後は登場せず）。
その他、毎日週代わりで売り出し中の歌手が登場して歌を披露するコーナーがあり、そこへ長谷川が登場したことがある（矢的役という扱いではないが、本作品でも活躍中という程度には触れた）。歌は当時長谷川がリリースした「笑って…」。
『ウルトラファイト』をコーナーとして連日放送していたことでも知られるが、一度だけ別スタジオでの公開収録という形で80対クレッセント（いずれもアトラクション用）の戦いを放送したことがある。
人間クローズアップ（TBS、1980年）
タイトルとおり毎週1人を紹介する30分番組。長谷川が出演。
青が散る（TBS、1983年）
TBSのテレビドラマ。「80対ゼットンの特撮カットの撮影」といった劇中劇シーンがある。
まんがどうして物語（TBS、1984年）
TBSの教養番組。第1回「どうして怪獣と恐竜は似ているの?」の冒頭で本作品の80とクレッセントの対決シーンが流用されている。